# ジェチュポスポリタ

ポーランド第二共和国

ポーランド第三共和国および2004年時点の欧州連合諸国

ジェチュポスポリタ（[ʐɛt͡ʂpɔˈspɔlita][ʐɛt͡ʂpɔˈspɔlita] ( 音声ファイル)）、ジェチュポスポリタ・ポルスカ （ポーランド語: Rzeczpospolita Polska（ラテン語: Res Publica Poloniae, 英語: Republic of Poland）は、ポーランドの伝統的かつ正式な国号である。
「ジェチュ」（rzecz）は「もの、こと」、「ポスポリタ」（pospolita）は「共同の、普遍的な」を意味する。元はレス・プブリカ（ラテン語: res publica）の訳であり、日本語では共和国、コモンウェルスと訳される。
なお、ポーランド語で「共和国」を意味する言葉は、ジェチュポスポリタの他に同根語の「レプブリカ」（ポーランド語: republika）もある。ポーランドにおいて、ジェチュポスポリタという語が用いられるのはポーランドに関係する国家に対してのみである。例えばイタリア共和国はレプブリカ・ヴウォスカ（ポーランド語: Republika Włoska）と呼ばれる。

## 起源
ジェチュポスポリタという語がポーランドで使われるようになったのは16世紀初頭である。もともとは、多数の国家の集合体を一体として呼ぶ総称であった。宰相ヤン・ザモイスキが教育の重要性を説いた言葉の中に、初期の「ジェチュポスポリタ」という語の用例がある。
Takie będą Rzeczypospolite, jakie ich młodzieży chowanie.
それらは彼らの若者を育むものとして共通善となるであろう。—ヤン・ザモイスキ、1600年のアカデミア・ザモイスカ創立法
ここでのジェチュポスポリタは共通善（コモンウェルス）という意味に解釈できる。ここからポーランド・コモンウェルス、ポーランド共和国という訳称が生まれたわけであるが、「共和国」という訳は16世紀から18世紀のポーランドに対する誤解を招き得るものである。なぜなら当時のポーランド・リトアニアはいわゆる共和制国家ではなく、選挙君主制の君主国だったからである。

## 3つのジェチュポスポリタ
ポーランドの歴史上、ジェチュポスポリタという国号は3つの国家について象徴的に用いられている。
- 第一ジェチュポスポリタ（ポーランド語: Pierwsza Rzeczpospolita）ポーランド・リトアニア共和国。1569年のルブリン合同に始まり、1795年の第三次ポーランド分割に終わる。この時代は国王がいたが、実際には国王選挙権を持ち議会（セイム）を運営するシュラフタと呼ばれる特権階級が権力を握っていた。なお、ルブリン合同以前でもシュラフタが力を持っていた時期を含めて第一ジェチュポスポリタと呼ぶこともある。
- 第二ジェチュポスポリタ（ポーランド語: Druga Rzeczpospolita）ポーランド第二共和国。戦間期の独立国で、第一次世界大戦後の独立に始まり、第二次世界大戦初期のナチス・ドイツのポーランド侵攻により滅亡する。成立当初はレプブリカ・ポルスカ（ポーランド共和国、ポーランド語: Republika Polska）と呼ばれていた。1921年の3月憲法で初めて「ポーランド国家はジェチュポスポリタである」（ポーランド語: Państwo Polskie jest Rzecząpospolitą）と規定された。
- 第三ジェチュポスポリタ（ポーランド語: Trzecia Rzeczpospolita）ポーランド民主化運動以降のポーランド共和国。1989年にポーランド人民共和国が解体されて以降、現在に至るまで「ジェチュポスポリタ・ポルスカ」が正式名称となっている。なおポーランド人民共和国の正式名称も「ポルスカ・ジェチュポスポリタ・ルドヴァ」（ポーランド語: Polska Rzeczpospolita Ludowa）であるが、これは第三ジェチュポスポリタに含まれない。

## その他の用法
以上の3つの国家の他にも、ジェチュポスポリタと呼ばれる概念がいくつか存在する。
- ジェチュポスポリタ・シュラヘツカ（Rzeczpospolita szlachecka） — シュラフタ共和国。第一ジェチュポスポリタとほぼ同じ概念。
- ジェチュポスポリタ・オボイガ・ナロドゥフ（Rzeczpospolita Obojga Narodów） — 二国民の共和国。ポーランド・リトアニア共和国の別称。
- ジェチュポスポリタ・バビンスカ（Rzeczpospolita Babińska） — バビン共和国。16世紀後半に貴族のグループが結成した風刺的・文学的な結社。
- ジェチュポスポリタ・クラクフスカ（Rzeczpospolita Krakowska） — クラクフ共和国（1815年 - 1846年）。
- ジェチュポスポリタ・ザコピャンスカ（Rzeczpospolita Zakopiańska） — ザコパネ共和国。1918年10月、ポーランド第二共和国への併合を望んでオーストリア＝ハンガリー帝国から独立し短期間存在した。
- ポルスカ・ジェチュポスポリタ・ルドヴァ（Polska Rzeczpospolita Ludowa） — ポーランド人民共和国。1952年から1990年まで用いられたポーランド国家の正式名称。PRLという略称で呼ばれることもある。
- チュヴァルタ・ジェチュポスポリタ（Czwarta Rzeczpospolita） — 「ポーランド第四共和国」。現代ポーランドの右派政党法と正義が掲げるスローガン。

現在、「ジェチュポスポリタ」と「ジェチュポスポリタ・ポルスカ」は相互互換可能な言葉とみなされている。ジェチュポスポリタの語義の中に既にポーランドという意味が含まれていると考えられるためである。
1939年以前、ジェチュポスポリタ（Rzeczpospolita）は文書上でRzplitaと略されることがあった。現在でもジェチュポスポリタ・ポルスカの略としてRPという表記がみられる。
リトアニア語のŽečpospolitaはポーランド語から移入された語である。ロシア語のリェチ・ポスポリタヤ（ロシア語: Речь Посполитая, tr. Rječ Pospolitaja）、ベラルーシ語のレチュ・パスパリタヤ（ベラルーシ語: Рэч Паспалітая）、ウクライナ語のリチュ・ポスポルィタ（ウクライナ語: Річ Посполита）はジェチュポスポリタと同様ラテン語のレス・プブリカの訳語であるが、いずれもポーランド・リトアニア共和国を指す語として用いられている。